# Distrikt Ayaviri (Yauyos)

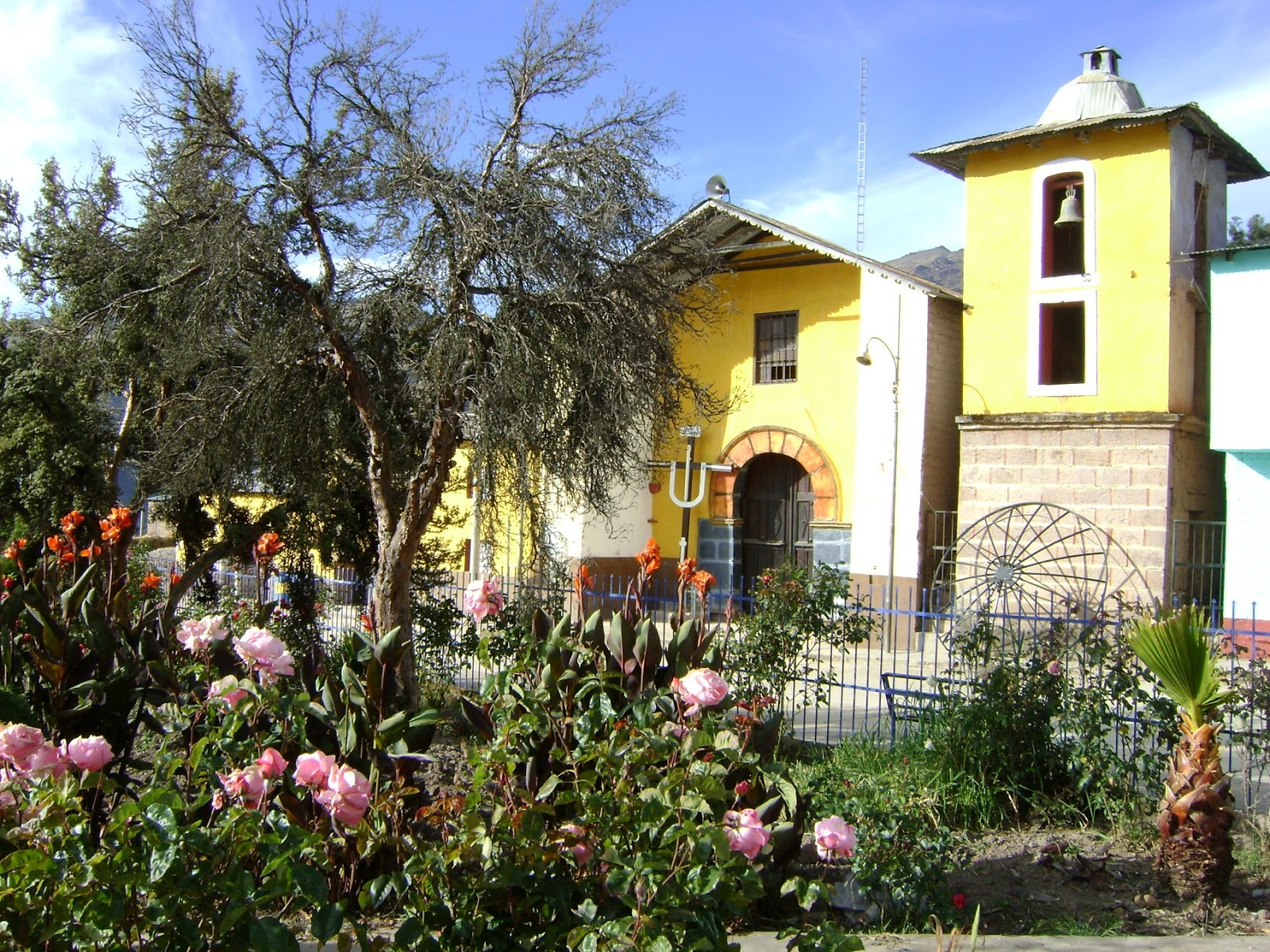
Kirche in Ayaviri

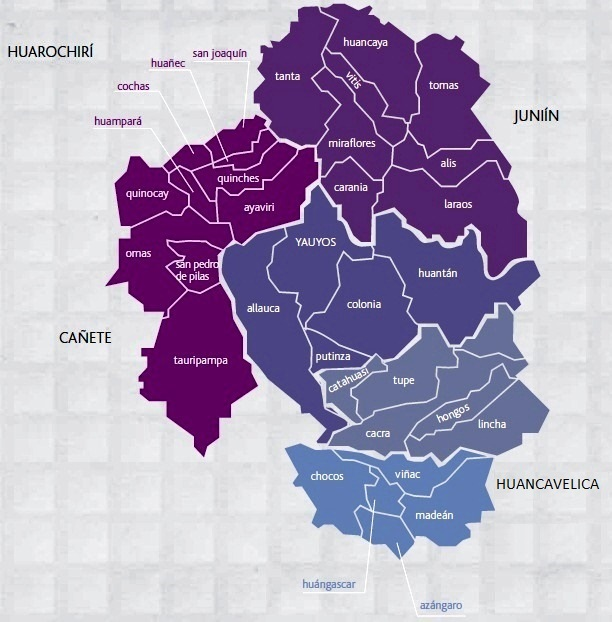
Karte der Provinz Yauyos

Der Distrikt Ayaviri liegt in der Provinz Yauyos in der Region Lima im zentralen Westen von Peru. Der Distrikt wurde am 4. August 1821 gegründet. Er besitzt eine Fläche von 245 km². Beim Zensus 2017 wurden 595 Einwohner gezählt. Im Jahr 1993 lag die Einwohnerzahl bei 798, im Jahr 2007 bei 752. Die Distriktverwaltung befindet sich in der 3235 m hoch gelegenen Ortschaft Ayaviri mit 572 Einwohnern (Stand 2017). Ayaviri befindet sich 25 km westnordwestlich der Provinzhauptstadt Yauyos.

## Geographische Lage
Der Distrikt Ayaviri befindet sich in der peruanischen Westkordillere im zentralen Nordwesten der Provinz Yauyos. Die Längsausdehnung in SW-NO-Richtung beträgt 27 km. Der Distrikt erstreckt sich über das Flusstal des Río Ayaviri 9 km oberhalb dessen Mündung in den Río Quinches. Im Nordosten, am oberen Talende, befindet sich der Bergsee Laguna Huascacocha. Dieser wird von den Gipfeln Nevado Huayna Cotoni (5463 m), Nevado Ticlla (5897 m) und Nevado Llongote (5781 m) eingerahmt.
Der Distrikt Ayaviri grenzt im Südwesten an den Distrikt Omas, im Westen an den Distrikt Huampara, im Nordwesten an den Distrikt Quinches, im Nordosten an die Distrikte Tanta, Miraflores und Carania, im Südosten an den Distrikt Yauyos sowie im Süden an den Distrikt Allauca.